# Шопович, Генрих Михайлович
Генрих Михайлович Шопович (Henryk Eustachy Szopowicz; 1814—1885) — доктор медицины, композитор, писатель.

## Биография
Генрих Шопович родился в 1814 году в Подольской губернии, там же провел и первые годы жизни; затем переехал с родителями в Краков, куда отец его, выдающийся математик и филолог, Франц Михайлович Шопович, был приглашен на кафедру математики в местный университет. С детства Шопович питал любовь к естественным наукам и музыке. Будучи учеником гимназии, он в то же время брал уроки музыки, а свободные от занятий часы проводил за городом, знакомясь с природой, прислушиваясь к народным песням. По окончании курса гимназии Шопович поступил в число студентов Ягеллонского Краковского университета и 27 июля 1841 года получил от медицинского факультета степень доктора за диссертацию, предметом которой он избрал жизнеописание и труды малоизвестного естествоиспытателя XVI века Симона Сиренского.
Его диссертация (Vita Simonis Syrreimii Sacrani atque therapeutico-bibliographica illius medico-botanici operis disquisitio etc. Краков, 1841 г.) не утратила своего значения до настоящего времени и является лучшей оценкой интересного труда Сирениуса, озаглавленного "Травник". Осиротев, Шопович посетил несколько иностранных университетов, где слушал лекции у лучших профессоров-медиков, в то же время он знакомился с произведениями лучших композиторов. Любимым его автором был Шопен, более всех отвечавший его поэтическим наклонностям. По словам Шоповича, ему слышался в произведениях Шопена славянский дух и национальный романтизм. Сам Шопович  заимствовал из народной музыки мотивы для своих мазурок и песен, которые сделали имя его известным в музыкальном мире и весьма популярным на Украйне и в Подолии. Несмотря на успех, которым пользовался за границей Шоповича, как композитор и врач, он тосковал по своей подольской родине и был очень рад, когда представился случай получить место врача в имениях графа Шембека, расположенных в Подольской губернии.
Жизнь в мирной деревне вполне отвечала природным наклонностям Шоповича: он занялся изучением народного быта, а крестьяне нашли в его лице не только врача, но и просвещенного друга, входящего в их повседневные нужды, всегда готового помочь им словом и делом. В оставшихся после его смерти бумагах сохранилось очень много заметок разного рода, касающихся народного быта, и интересное благодарственное письмо поселян за оказанную им врачебную помощь. В деревне Шопович написал свою работу "Медицинская практика среди сельского населения и миссия народного врача" (Praktyka lekarska między ludem wiejskim i posłannictwo lekarza ludu), помещенную в "Przyjacielu zdrowia" за 1862 год № 16, и большинство своих музыкальных произведений. В Подолии и на Украйне во всякой деревне и почти во всякой помещичьей гостиной можно услышать мазурку или песню его композиции. Он охотно делал указания исполнителям и написал предисловие к своим произведениям (Wstęp do mazurków i piosnek z zakrojem mazura), в котором говорит, что цель его — занять слушателя, вызвать в нём бодрое настроение, подкрепить в житейских невзгодах.
Песни свои Шопович предназначал для сельских жителей, но они получили большое распространение и в городах. Недостаток их ― излишний сентиментализм. В шестидесятых годах Шопович переселился в местечко Ярмолинцы, Проскуровского уезда, Подольской губернии, где прожил до самой смерти. В последние дни жизни он занимался созданием церковных хоров. Умер Шопович 10 августа 1885 г., завещав свою хорошо подобранную библиотеку в пользу недостаточных учеников Варшавских гимназий. Музыкальные произведения Шоповича были напечатаны в 12 выпусках в Варшаве, Киеве и Берлине.